# لوري بوتير
لوري بوتير (7 نوفمبر 1962 في المملكة المتحدة - ) (بالإنجليزية: Laurie Potter)‏ هو لاعب كريكت جنوب أفريقي. لعب مع Kent County Cricket Club ‏ ونادي مقاطعة ليسترشاير للكريكت ‏ وFree State (cricket team) ‏ وNorthern Cape (cricket team) ‏ ونادي مقاطعة ستافوردشاير للكريكت ‏.

## وصلات خارجية
- لوري بوتير على موقع إي آس بي آن كريك إنفو (الإنجليزية)